# لوژو لائوجیائو
لوژو لائوجیائو (انگلیسی: Luzhou Laojiao) شرکت صنایع غذایی چینی است، که در سال ۱۵۷۳ تأسیس شد.